# Dhamar (provins)
Dhamar eller Damar (arabiska: ذمار) är en provins strax söder om Sana i Jemen. Den administrativa huvudorten är Dhamar.
Provinsen har 1 330 108 invånare och en yta på 7 590 km².

## Distrikt
- Anss
- Dawran Aness
- Dhamar City
- al-Hada
- Jabal ash-Sharq
- Jahran
- Maghirib Ans
- al-Manar
- Mayfa'at Anss
- Utmah
- Wusab al-Ali
- Wusab as-Safil